# Jerónimo Argáez
Jerónimo Argáez Lozano (Nóvita, 12 de julio de 1841-Bogotá, 13 de julio de 1906) fue un periodista, ingeniero, educador, abogado, empresario de medios, escritor, diplomático y político colombiano, miembro del Partido Conservador Colombiano. Argáez es considerado precursor y padre de la prensa moderna en Colombia.